# 賴唐鴉
賴唐鴉（1962年—）主要從事書法與陶藝的創作，曾於1994年、1995年分別獲得金陶獎入選及銅獎，自1993年起舉辦過多場個展和聯展。其致力推廣「生活藝術化」之理念，為此，於2000年先利用自己住處成立「白雞山家庭美術館」；至2006年，將社區周遭居民與藝術工作者結合成立「台灣藝術生活化教育學會」持續這項工作。另外，為了讓「家庭美術館」與「生活美學」的理念向下扎根，不定期的舉辦各項藝文展演活動與生活美學教育的人才培育，期待能將白雞山莊營造成臺灣的生活藝術示範村。